# (3883) Verbano
(3883) Verbano (1972 RQ) – planetoida z pasa głównego asteroid okrążająca Słońce w ciągu 4,22 lat w średniej odległości 2,61 j.a. Odkrył ją Nikołaj Czernych 7 września 1972 roku.